# T-Zelloberflächenprotein CD28
T-Zelloberflächenprotein CD28 ist ein Oberflächenprotein in T-Zellen und Plasmazellen, aber nicht in unreifen B-Zellen.

## Eigenschaften
CD28 ist als ein Kostimulator an der Aktivierung von T-Zellen beteiligt. CD28 bindet CD80 und CD86, Oberflächenproteine aus der B7-Familie, welche von Antigen-präsentierenden Zellen exprimiert werden. Nur wenn CD28, zusätzlich zur Bindung des T-Zell-Rezeptors, an seinen Liganden bindet, kann die T-Zelle aktiviert werden.
Intrazellulär kann CD28 Phosphoinositid-3-Kinasen aktivieren. Diese Kinase wandelt Phosphatidylinositol-4,5-bisphosphat (PIP2) zu Phosphatidylinositol-3,4,5-trisphosphat (PIP3) um. PIP3 wird benötigt um Phospholipase C-γ, ein wichtiges Enzym im TCR Signalweg, zu aktivieren.
Des Weiteren wurde herausgefunden, dass CD28 die Bildung von Interleukin-4 und Interleukin-10 in T-Zellen bei einer Aktivierung des T-Zell-Rezeptors mit Kostimulation durch CD40L verstärkt. Die Isoform 3 des CD28 verstärkt die CD40L-abhängige Bildung von NF-κB sowie MAPK8 und PAK2 in T-Zellen.
Der Antikörper TGN1412 bindet an CD28 und löste in klinischen Studien am Menschen unvorhergesehene, schwerwiegende, unerwünschte Ereignisse in sechs Probanden aus, nicht aber in den zuvor durchgeführten Tierversuchen an Makaken. Deshalb wurde die weitere Entwicklung zur Arzneimittelzulassung von TGN1412 eingestellt.